# Joó Sándor
Joó Sándor (Kecskemét, 1910. február 17. – Veszprém, 1970. július 3.) magyar református lelkipásztor, a Budapest-Pasaréti Református Egyházközség megalapítója.
Joó Gyula jogász fia, Joó Árpád karmester édesapja; Máthé Imola zongoraművész férje.

## Élete
1910. február 17-én jómódú, tekintélyes kecskeméti családban született. Édesapja, Joó Gyula (1876–1945) a Református Jogakadémián tanított, s emellett a gyülekezet presbitereként, majd főgondnokaként is szolgált. Szülei eredetileg jogászi pályára szánták, de ő, akire erősen hatott szülővárosa pezsgő egyházi élete, kitartott a lelkészi hivatás mellett, így az otthoni gimnáziumban szerzett jeles érettségi után elvégezte a Budapesti Református Teológiai Akadémiát. 1932-ben Amszterdamban folytatta tanulmányait. Hollandiából hazatérve előbb Budapesten, majd Kecskeméten, azután újból a fővárosban volt segédlelkész. Gyakorlati teológiából a Budapesti Református Teológiai Akadémia magántanárává képesítették 1939-ben. A Debreceni Tudományegyetemen 1942-ben doktorált.
1938-tól 1970-ben bekövetkezett haláláig Pasarét lelkipásztora volt. Szolgálata alatt szerveződött önálló egyházközséggé a gyülekezet; elnöktársa, főgondnoka, barátja, dr. Szabó Mihály támogatása mellett épült fel a templom, majd a gyülekezeti ház és a parókia. Érdeklődése és munkája túlmutatott a templomon és annak helyiségein. A háborús években és a későbbiekben is mindig a bajbajutottak mellé állt. Sohasem feledkezett meg a rászorultakról.
„Egész szemléletét és gyülekezeti munkáját áthatotta a diakónia: az elesettek, üldözöttek, gyengék iránti segítő szeretet. Még ma, halála után 40 évvel is hallunk történeteket arról, mennyi áldozatra volt kész másokért, hogy segítsen. Ő hitte, és élte is, amit hirdetett.” (Cseri Kálmán lelkipásztor)
„Végtelen türelmes és segítőkész volt, nem mehetett hozzá senki úgy, hogy ne fogadta volna szívesen. És nemcsak a hivatalban. Ha vidéki vendég jött, azonnal szállást ajánlott neki, asztalához ültette. Szeretet sugárzott a szeméből.” (Kenéz Ferenc lelkész)
„Hitetleneket hitre vezetett, kicsinyhitűek hitét megerősítette, veszendő lelkek kárhozatos éjszakáján szövétneket gyújtott. Vérző lelkeket kötözött be, és elrontott életeket gyógyítgatott. Mindenkor azzal a meggyőződéssel: nem ő, hanem mindezt az Úr Jézus munkálja általa. Ő csupán tolmácsa, eszköze Urának.” (Borbély László gondnok)
Gyökössy Endre és Farkas József lelkipásztorokkal együtt fontos szerepet töltött be az 1956-os Megújulási Mozgalomban. Működését a „hivatalos egyház” nem méltányolta, jelentősebb közegyházi tisztséget nem kapott, azonban a gyülekezet és a pasaréti vasárnapi istentiszteletre máshonnan járók annál inkább szerették prédikációit.

## Emlékezete
Neves igehirdető volt. Cikkei, fordításai, igehirdetései egyházi lapokban jelentek meg. Körülbelül ezer összegyűjtött prédikációja maradt fenn. A Budapest-Pasarét című gyülekezeti híradó, s a Pasaréti Prédikációk sorozat szerkesztője volt. 
Végrendeletében a pasaréti gyülekezetben lelkipásztorrá nevelkedett tanítványát, Szabó Mihályt jelölte meg utódjául, de halálát követően Joó Sándor végakaratát az egyházi vezetés/ÁEH ignorálta. A szintén kecskeméti születésű Cseri Kálmán került a gyülekezet élére, aki 39 év szolgálatot követően, 2010 nyarán vonult nyugdíjba. Utóda Horváth Géza nagyvarsányi lelkipásztor lett, beiktatására 2011. május 14-én került sor. Ő jelenleg a pasaréti gyülekezet harmadik lelkipásztora. Joó Sándor élettörténetét Draskóczy István írta meg "Nékem az élet Krisztus, és a meghalás nyereség" címmel.

## Családja
Joó Sándor 1938-ban kötött házasságot Máthé Imola zenetanárnővel.  
Hat gyermekük született, akiket muzsikussá neveltek: Sándor, Gyula, András, Géza és Árpád mellett Imola volt az egyetlen leánygyermek, aki később Fónyad-Joó Imola néven, a Bécsi Zeneművészeti Főiskola zongoraművész-tanára lett. (1942–2022)
A Joó gyerekek közül a legnagyobb zenei karriert Árpád futotta be, karmesterként. (1948–2014)

## Fő művei
- Diakonátus a református theológiában (Kecskemét, 1937)
- A húsvét homiletikuma (Debrecen, 1942)
- Mi van a halál után? (Sárospatak, 1947)
- Dr. Joó Sándor igehirdetései